# مونکلر
مونکلر (انگلیسی: Moncler) شرکت لوازم ورزشی ایتالیایی است، که در سال ۱۹۵۲ تأسیس شد.